# Heteropogon davisi
Heteropogon davisi là một loài ruồi trong họ Asilidae. Heteropogon davisi được Wilcox miêu tả năm 1965. Loài này phân bố ở vùng Tân Bắc giới.